# Ryan Coogler
Ryan Kyle Coogler (Oakland, Kalifornia, 1986. május 23. –) amerikai filmrendező, filmproducer és forgatókönyvíró.
Első nagyjátékfilmje, A megálló (2013) kritikai sikert aratott a 2013-as Sundance Filmfesztiválon. 2015-ben társ-forgatókönyvíróként és rendezőként vett részt a hetedik Rocky-film, a Creed: Apollo fia című filmdráma elkészítésében. 2018-ban megrendezte a Marvel-moziuniverzumban játszódó Fekete Párduc című szuperhősfilmet, mely az amerikai filmtörténelem harmadik legnagyobb jegyeladási bevételét termelte.
Coogler filmjeit jelentős kritikai és pénzügyi sikerek kísérik. 2013-ban a rendező felkerült a Time magazin „harminc, harminc éves kor alatti személy, aki megváltoztatja a világot” listájára. A kritikusok méltatták Coogler munkáit, melyekben gyakran mellőzött kultúrákat és személyeket – jellemzően afroamerikaiakat – állít a középpontba.
Rendszeresen dolgozik együtt Michael B. Jordan színésszel és Ludwig Göransson zeneszerzővel. Mindketten közreműködtek Coogler eddigi összes filmjében.

## Élete és pályafutása
1986. május 23-án született a kaliforniai Oaklandben. Édesanyja, Joselyn (születési nevén Thomas) közösségi szervező, édesapja, Ira Coogler pedig fiatalkorúak nevelőintézetének nevelési tanácsadója. Mindkét szülő a Hayward-i Kaliforniai Állami Egyetemen végzett. Két testvére van, Noah és Keenan. Nagybátyja, Clarence Thomas harmadik generációs oaklandi kikötőmunkás, és a Nemzetközi Kikötő- és Raktárszakszervezet korábbi titkára.
Coogler nyolcéves koráig Oaklandben élt, mielőtt a család a kaliforniai Richmondba költözött. Fiatal korában atlétikázott és futballozott. Egy katolikus magángimnáziumba, a kaliforniai Berkeleyben található Saint Mary's College High Schoolba járt, ahol kiválóan teljesített matematikából és természettudományokból.

## Magánélete
Coogler 21 éves kora óta a San Franciscó-i fiatalkorúak börtönében dolgozott tanácsadóként, apja nyomdokaiba lépve, aki sokáig ugyanezt a foglalkozást űzte. Alapító tagja és támogatója a Blackout For Human Rights kampánynak, amely a faji és emberi jogok megsértésével foglalkozik az Egyesült Államokban.
Coogler 2016-ban vette feleségül Zinzi Evanst.
2022 márciusában Cooglert tévedésből bankrablónak nézték, és a rendőrség őrizetbe vette a Georgia állambeli Atlantában, miután megpróbált készpénzt felvenni a Bank of America helyi bankfiókjában. Miután személyazonosságát mind a kaliforniai állami személyi igazolványa, mind a Bank of America kártyája alapján ellenőrizték, Cooglert elengedték, a bank pedig bocsánatkérő nyilatkozatot adott ki. Több forrás szerint a bank alkalmazottja nem ellenőrizte Coogler személyi igazolványát, hogy meggyőződjön arról, valóban ő-e a bankszámla tulajdonosa.

## Filmográfia

### Nagyjátékfilmek
| Év   | Magyar cím                 | Eredeti cím                    | Feladatkör | Feladatkör | Feladatkör |
| Év   | Magyar cím                 | Eredeti cím                    | Rendező    | Író        | Producer   |
| ---- | -------------------------- | ------------------------------ | ---------- | ---------- | ---------- |
| 2013 | A megálló                  | Fruitvale Station              | Igen       | Igen       | Nem        |
| 2015 | Creed: Apollo fia          | Creed                          | Igen       | Igen       | Nem        |
| 2018 | Fekete Párduc              | Black Panther                  | Igen       | Igen       | Nem        |
| 2018 | Creed II.                  | Creed II                       | Nem        | Nem        | Vezető     |
| 2021 | Júdás és a Fekete Messiás  | Judas and the Black Messiah    | Nem        | Nem        | Igen       |
| 2021 | Space Jam: Új kezdet       | Space Jam 2                    | Nem        | Nem        | Igen       |
| 2021 |                            | Homeroom (dokumentumfilm)      | Nem        | Nem        | Vezető     |
| 2022 | Fekete Párduc 2.           | Black Panther: Wakanda Forever | Igen       | Igen       | Nem        |
| 2023 | Creed III.                 | Creed III                      | Nem        | Nem        | Igen       |
| 2023 | Stephen Curry: Alábecsülve | Stephen Curry: Underrated      | Nem        | Nem        | Igen       |
| 2025 | Bűnösök                    | Sinners                        | Igen       | Igen       | Igen       |

### Rövidfilmek
| Év   | Eredeti cím         | Feladatkör | Feladatkör | Feladatkör | Megjegyzések                                    |
| Év   | Eredeti cím         | Rendező    | Író        | Egyéb      | Megjegyzések                                    |
| ---- | ------------------- | ---------- | ---------- | ---------- | ----------------------------------------------- |
| 2009 | Locks               | Igen       | Igen       | Igen       | színész, hangszerkesztő                         |
| 2009 | On the Grind        | Nem        | Nem        | Igen       | - dokumentumfilm - kamerakezelő                 |
| 2010 | Get Some            | Nem        | Nem        | Igen       | - mikrofonkezelő - hangszerkesztő és hangkeverő |
| 2011 | Fig                 | Igen       | Nem        | Nem        |                                                 |
| 2011 | The Sculptor        | Igen       | Igen       | Nem        |                                                 |
| 2012 | It's Just Art, Baby | Nem        | Nem        | Igen       | kamerakezelő és bühnés (kameramozgató)          |

## Fordítás
- Ez a szócikk részben vagy egészben  a   Ryan Coogler című angol Wikipédia-szócikk fordításán alapul.  Az eredeti cikk szerkesztőit annak laptörténete sorolja fel. Ez a jelzés csupán a megfogalmazás eredetét és a szerzői jogokat jelzi, nem szolgál a cikkben szereplő információk forrásmegjelöléseként.